# Velleda Cesari
Velleda Cesari (ur. 15 lutego 1920 w Bolonii, zm. 4 maja 2003 w Lissone) – włoska florecistka, brązowa medalistka olimpijska i wielokrotna medalistka mistrzostw świata.
Na igrzyskach olimpijskich w Londynie w 1948 roku w zawodach indywidualnych była siódma. Na rozgrywanych cztery lata później igrzyskach olimpijskich w Helsinkach indywidualnie odpadła w pierwszej rundzie. Taki sam wynik uzyskała na igrzyskach olimpijskich w Melbourne w 1956 roku. Brała też udział w igrzyskach olimpijskich w Rzymie w 1960 roku, gdzie Włoszki w składzie: Antonella Ragno-Lonzi, Irene Camber, Velleda Cesari, Bruna Colombetti-Peroncini i Claudia Pasini zdobyły drużynowo brązowy medal.
Podczas mistrzostw świata w Lizbonie w 1947 roku Cleo Balbo, Velleda Cesari, Elena Libera, Alberta Lorenzoni i Silvia Strukel zdobyły brąz w zawodach drużynowych. W tej samej konkurencji zdobyła też złoty medal na mistrzostwach świata w Paryżu (1957), srebrny na mistrzostwach świata w Luksemburgu (1954) oraz brązowe na mistrzostwach świata w Kopenhadze (1952), mistrzostwach świata w Brukseli (1953) i mistrzostwach świata w Rzymie (1955).

## Osiągnięcia
Konkurencja: floret
Igrzyska olimpijskie
- drużynowo (1960)

Mistrzostwa świata
- drużynowo (1957)
- drużynowo (1954)
- drużynowo (1947, 1952, 1953, 1955)